# スタディオ・サン・ヴィート・ジジ・マルーラ
スタディオ・サン・ヴィート・ジジ・マルーラ（Stadio San Vito-Gigi Marulla）は、イタリア・カラブリア州コゼンツァにあるサッカースタジアム。コゼンツァ・カルチョがホームスタジアムとしている。

## 概要
2015年まではスタディオ・サン・ヴィートという名称だったが、選手として356試合、ユースも含めて通算7年監督を務めた象徴的な存在のルイージ・マルーラが急逝し、その功績を讃えるため現在の名前になった。
2018年9月1日に行われる予定だったコゼンツァ・カルチョ対エラス・ヴェローナFCでは、ピッチコンディションが悪くホーム側のコゼンツァが不戦敗扱いになった。